# Lampropterus
Lampropterus is een kevergeslacht uit de familie van de boktorren (Cerambycidae). De wetenschappelijke naam van het geslacht werd voor het eerst geldig gepubliceerd in 1862 door Mulsant.

## Soorten
Lampropterus omvat de volgende soorten:
- Lampropterus shensiensis (Gressitt, 1951)
- Lampropterus truncatipennis (Gressitt, 1948)
- Lampropterus cyanipennis (LeConte, 1873)
- Lampropterus femoratus (Germar, 1824)
- Lampropterus ruficollis (LeConte, 1873)